# Erman Kunter
Erman Kunter (* 8. Oktober 1956 in Istanbul) ist ein türkisch-französischer Basketballtrainer und ehemaliger -spieler. Im September 2010 nahm er zusätzlich zur türkischen auch die französische Staatsangehörigkeit an.

## Werdegang

### Spieler
Kunter spielte für die Basketballmannschaft der Technischen Hochschule Istanbul. 1976 wechselte er zu Beşiktaş Istanbul, spielte dort in der Saison 1976/77, im Folgespieljahr 1977/78 war Kunter Spieler von Yenişehir sowie von 1978 bis 1983 erneut von Beşiktaş. Zwischen 1983 und 1986 stand er in Diensten von Eczacıbaşı, kehrte zur Saison 1986/87 zu Beşiktaş zurück und stand von 1987 bis 1989 im Aufgebot von Fenerbahçe Istanbul. 1988 erzielte Kunter bei einem 175:101-Sieg Fenerbahçes über Hilalspor 153 Punkte und war in der Saison 1987/88 bester Korbschütze der türkischen Liga. Zwischen 1989 und 1991 spielte er abermals für Beşiktaş und in der Saison 1991/92 zum Abschluss seiner Spielerlaufbahn für Çukurova Sanayi.
Er bestritt 213 Länderspiele (Jugend und Herren) für die türkische Nationalmannschaft. 1987 gewann er mit der Auswahl die Goldmedaille bei den Mittelmeerspielen.

### Trainer
Der erste Verein, den Kunter als Trainer betreute, war ab 1994 Darüşşafaka. 1996 übernahm er das Traineramt bei Beşiktaş. Er betreute die Mannschaft in der Saison 1996/97, 1997 wurde er türkischer Nationaltrainer und nahm mit Auswahlmannschaft an der Europameisterschaft 1999 teil. Kunters Amtszeit als Nationaltrainer endete 2000.
In der Saison 2002/03 war er Trainer von Galatasaray Istanbul und nahm 2003 ein Angebot von Cholet Basket (Frankreich) an, betreute die Mannschaft im Spieljahr 2003/04 und war 2004/05 Trainer des Ligakonkurrenten ASVEL Lyon-Villeurbanne.
Nachdem Kunter in der Saison 2005/06 keine Mannschaft betreut hatte, kehrte er 2006 zu Cholet Basket zurück. Er arbeitete bis 2012 für den Verein. 2008 gewann er mit der Mannschaft den Ligapokal Semaine des As, 2009 erreicht er mit Cholet das Endspiel im europäischen Wettbewerb EuroChallenge. 2010 führte Kunter Cholet zum Gewinn der französischen Meisterschaft. 2011 wurde er mit der Mannschaft Vizemeister und erhielt in Frankreich die Auszeichnung als Trainer des Jahres.
2012 ging Kunter als Trainer zu Beşiktaş zurück, in der Saison 2013/14 war er dort dann Sportdirektor. 2014 wurde Kunter von Le Mans Sarthe Basket als Trainer verpflichtet. 2016 führte er die Mannschaft zum Gewinn des französischen Pokalwettbewerbs. Anfang Februar 2017 kam es zur Trennung.
Zur Saison 2017/18 ging er wieder als Trainer zu Galatasaray Istanbul, Anfang Januar 2018 wurde er entlassen, nachdem die Mannschaft unter Kunters Leitung in der türkischen Liga fünf Siege und acht Niederlagen erreicht hatte. Im Dezember 2018 trat er bei Cholet Basket seine dritte Amtszeit an. Er war bis Juli 2021 in Cholet tätig.
Im September 2022 wurde Kunter Nachfolger des Deutschen Dirk Bauermann im Amt des tunesischen Nationaltrainers. Im Juli 2023 wurde Kunter in dem Amt vom Portugiesen Mario Palma abgelöst.